# 台鐵DHL100型柴液機車
台鐵DHL100型柴液機車，是台灣鐵路管理局於2002年到2003年之間，為配合全國各地調車業務的需求而購入的新式調車用柴液機車。

## 歷史背景
因台灣鐵路管理局原先所使用的調車用柴電機車S200型、S300型與S400型皆為1960年左右購入，已經需要汰換。為了滿足台鐵各地區場站的調車需求、提升調車機性能，於2002年起開始向日本新潟鐵工所購入新型調車用機車，亦即DHL100型。
DHL100型為台灣鐵路管理局第一款專為「調車」所設計的柴油液體傳動機車，初始即以1,067mm軌距設計（台鐵所使用的前一款柴油液體傳動機車為DH200型，是由762mm軌距的LDH200變更軌距而來）。
DHL100型共計16輛，第一輛（DHL101）為日本新潟鐵工所的原裝進口車，剩下的15輛皆為由日本進口零件，由台灣車輛組裝與測試。

## 車輛概說
DHL100型採用美國康明斯引擎，型號KTA38，輸出功率為1200馬力，牽引力達15000公斤，足以牽引完整15節編組的推拉式自強號。本型車最高時速可達75公里。車重較輕，可以駛入路線負重標準較差的支線。
駕駛室位於車體中段，前後端引擎室不等長。運轉時駕駛室的視野良好；引擎噪音不大，是目前台鐵使用的柴油機車中最安靜的一型。

## 現況
目前16輛有15輛在籍，DHL113因火燒車暫停使用，DHL106因故障查修暫時放置於花蓮機廠內，其餘分布於台鐵各地大型站場進行調車業務。曾參與平溪線CK124專列的後端補機與反向牽引工作，也在2007年的時候牽引過深澳線貨物列車，以及2011年高雄港第二臨港線停駛前的貨車，集集線也是其舞台。

### 配屬
- 花蓮機廠：1輛 ( DHL101 )
- 七堵機務段：6輛 ( DHL102~107 )
- 彰化機務段：4輛 ( DHL108~111 )
- 高雄機務段：4輛( DHL112、114～116 ，DHL113火燒車事故停用中)

## 事故
2015年10月14日，潮州基地試運轉列車8711次的後連機DHL113發生火燒車事故。 （页面存档备份，存于）

## 圖片集

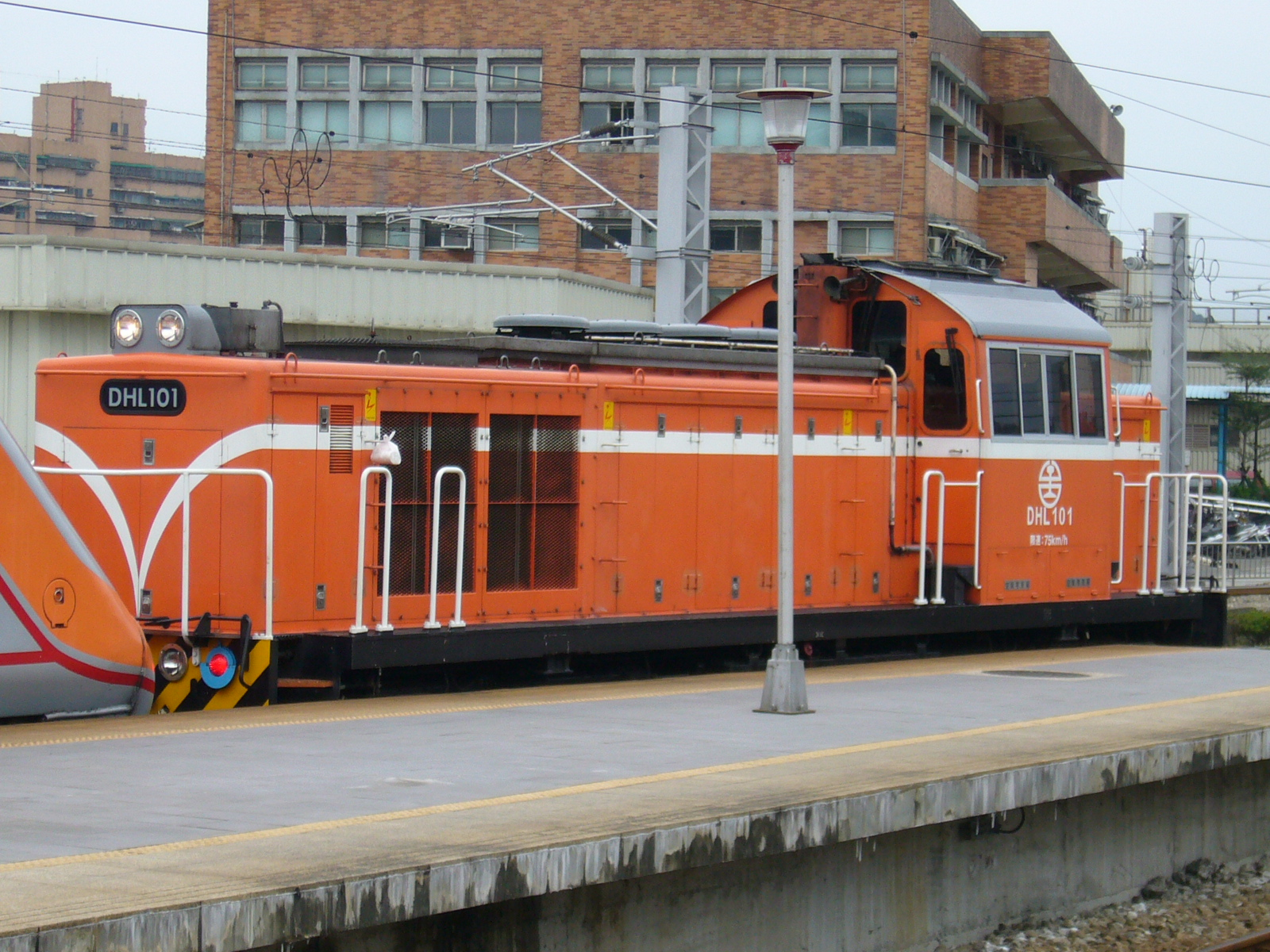
DHL101（原裝車）
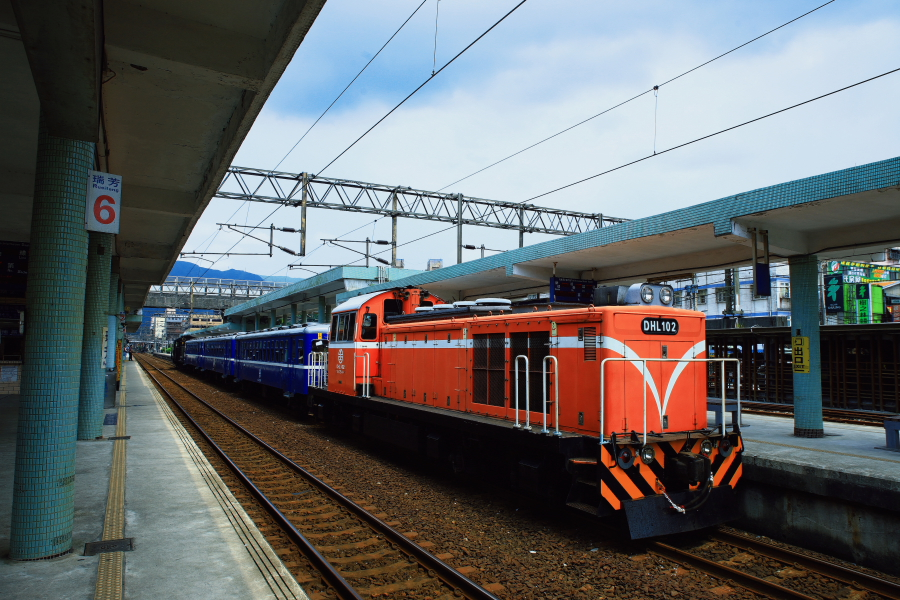
DHL102
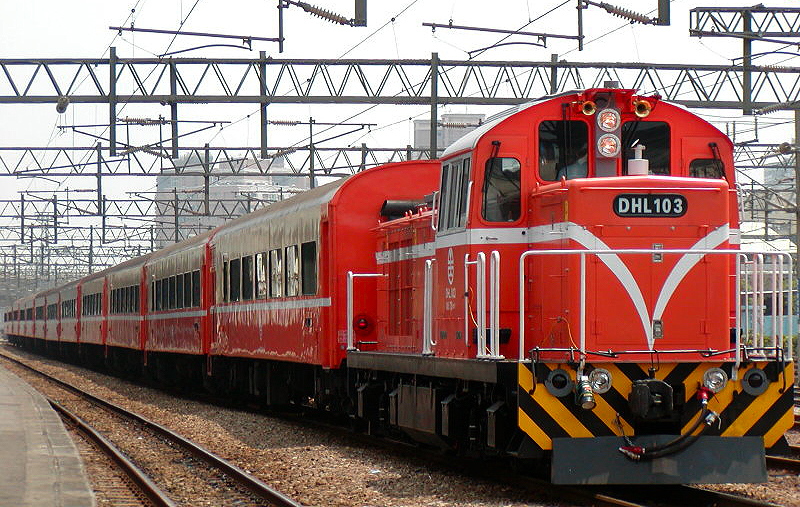
DHL103
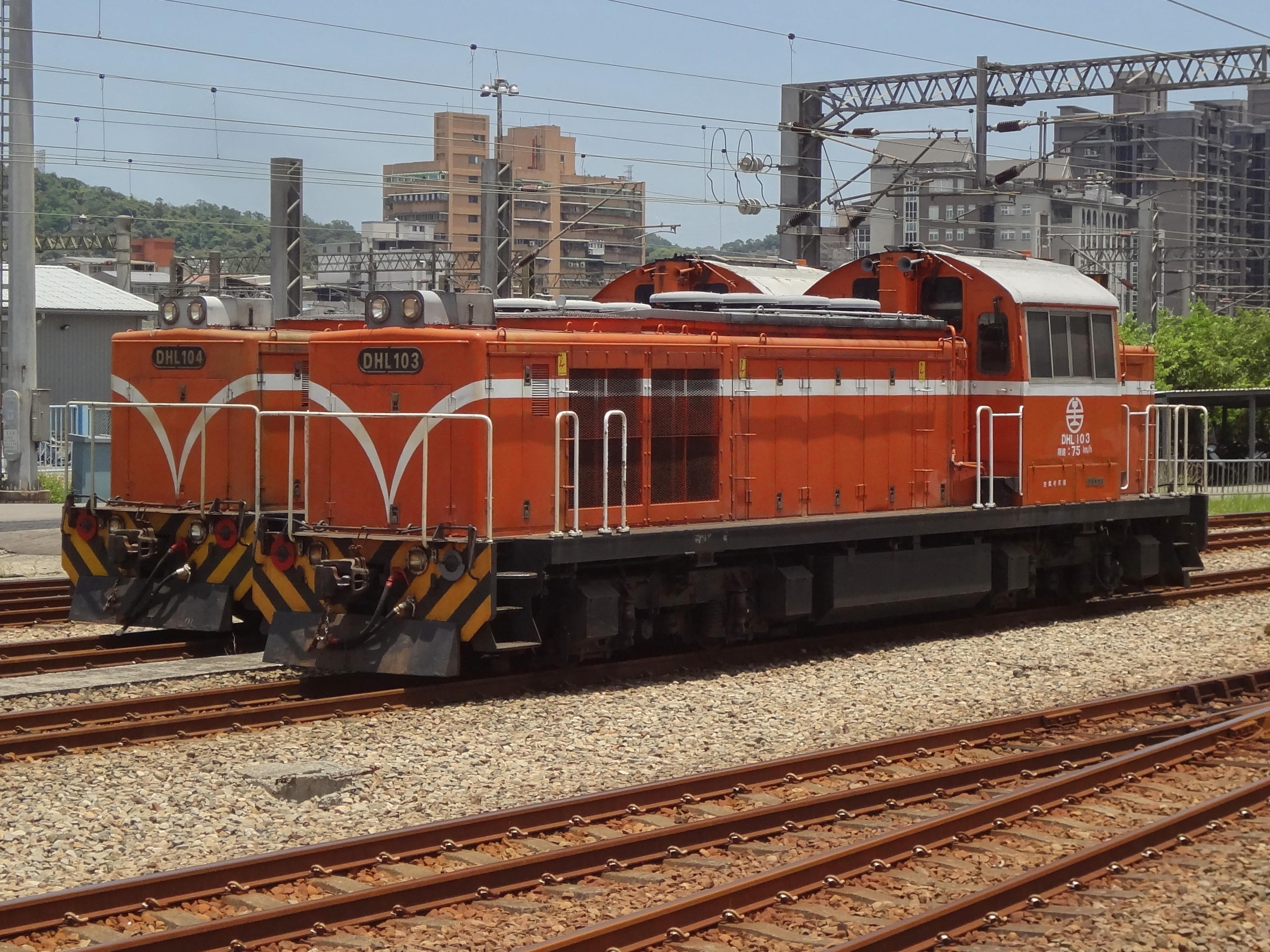
DHL103及DHL104
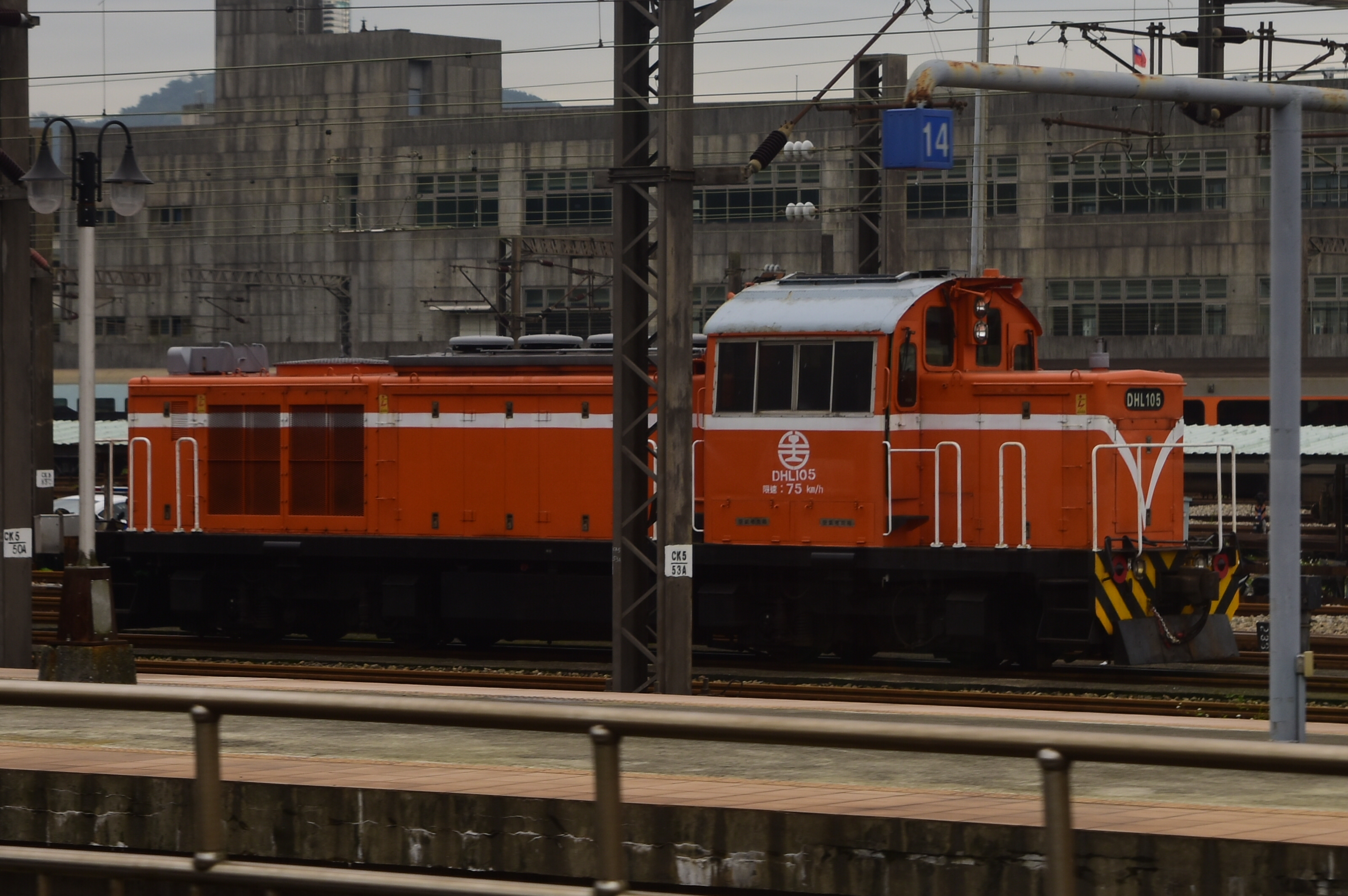
DHL105
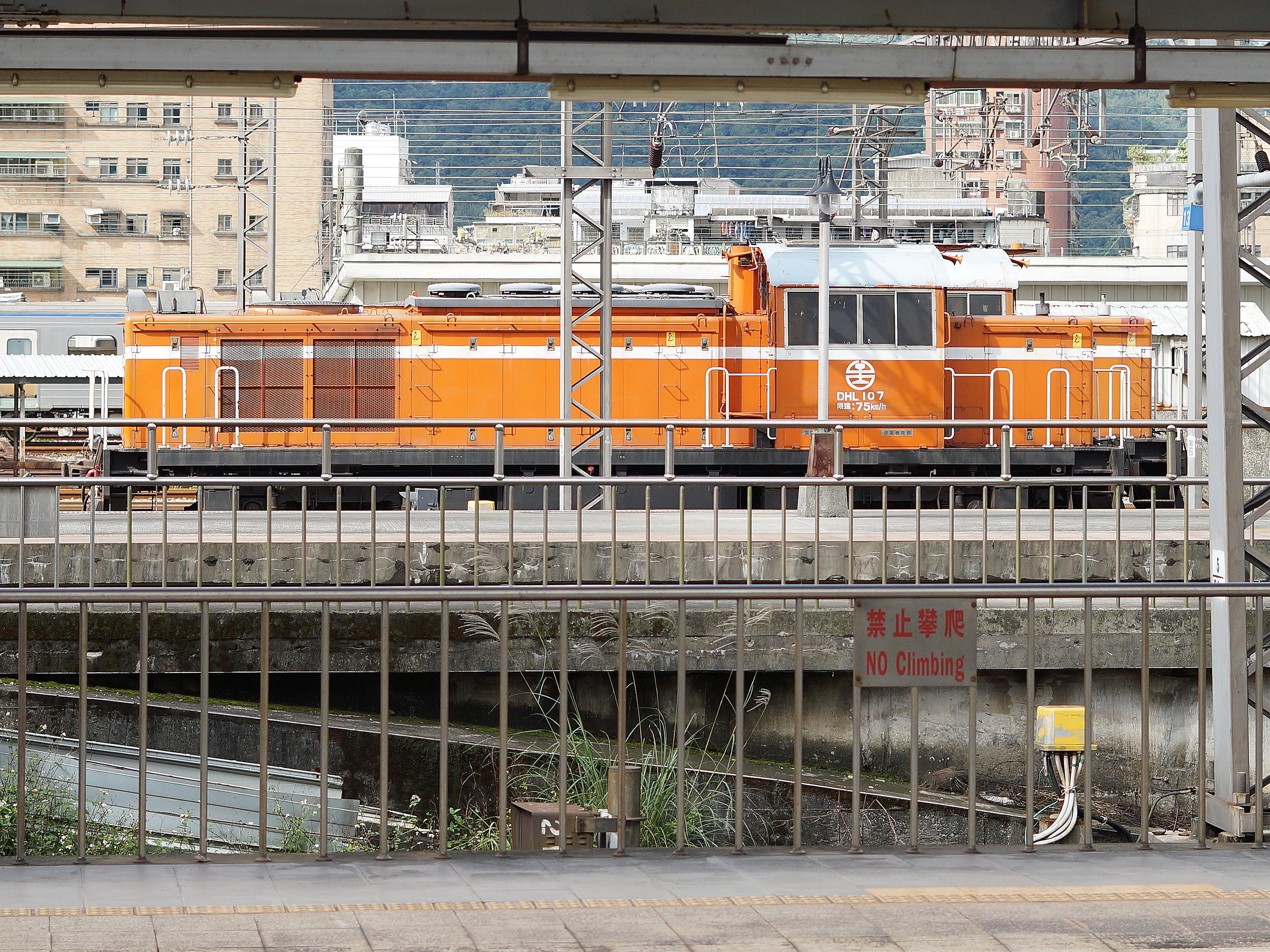
DHL107
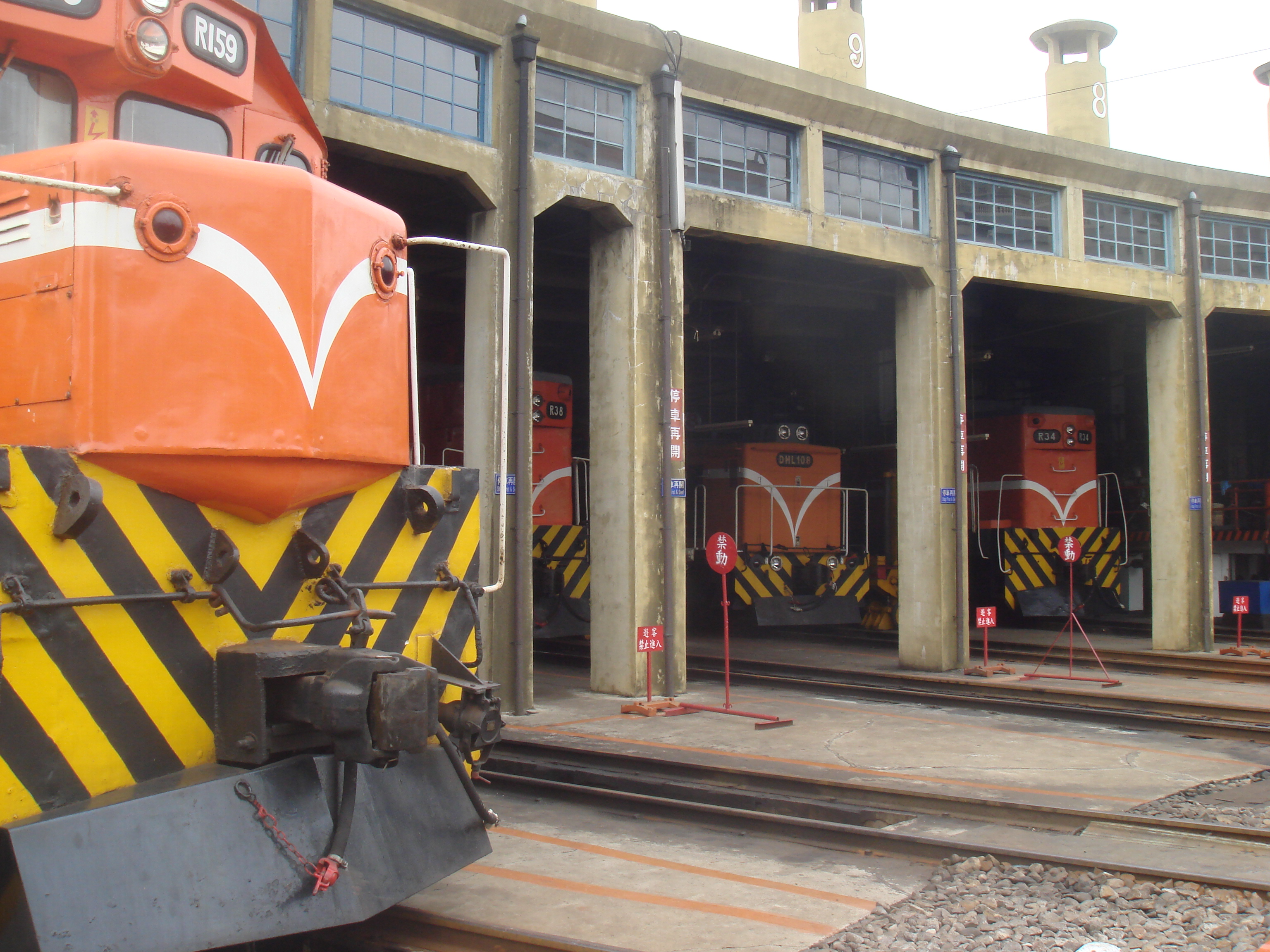
DHL108
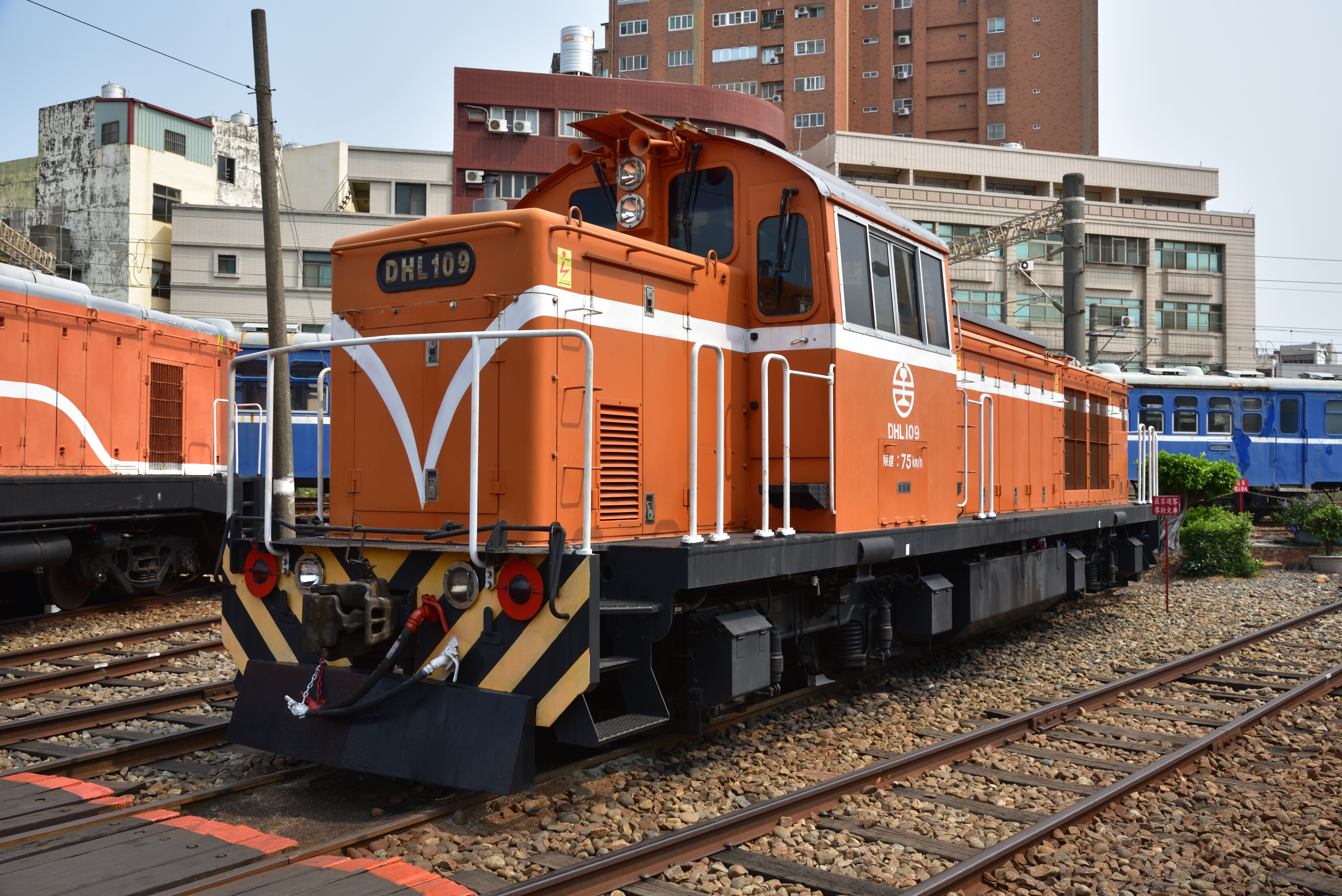
DHL109
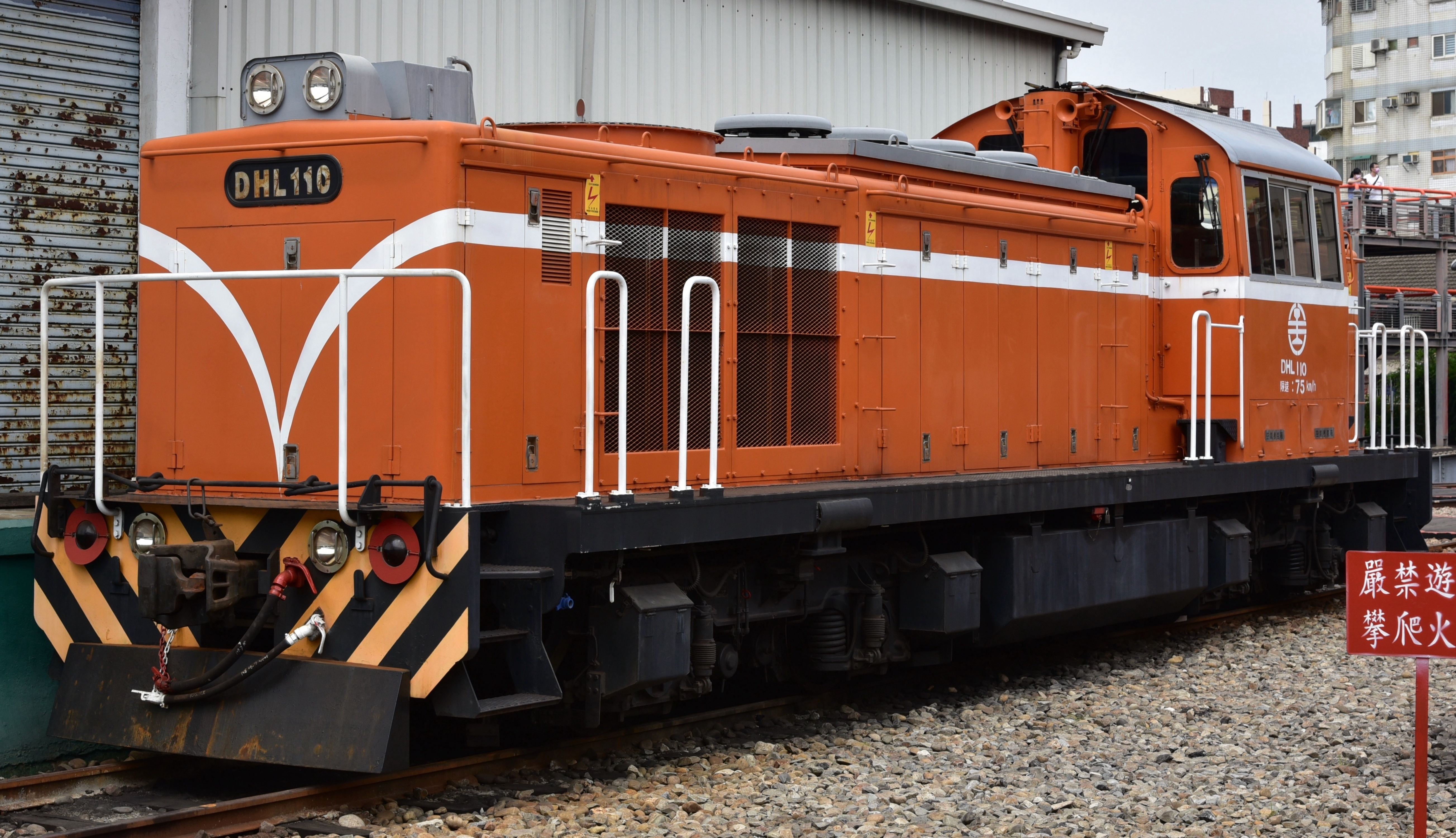
DHL110
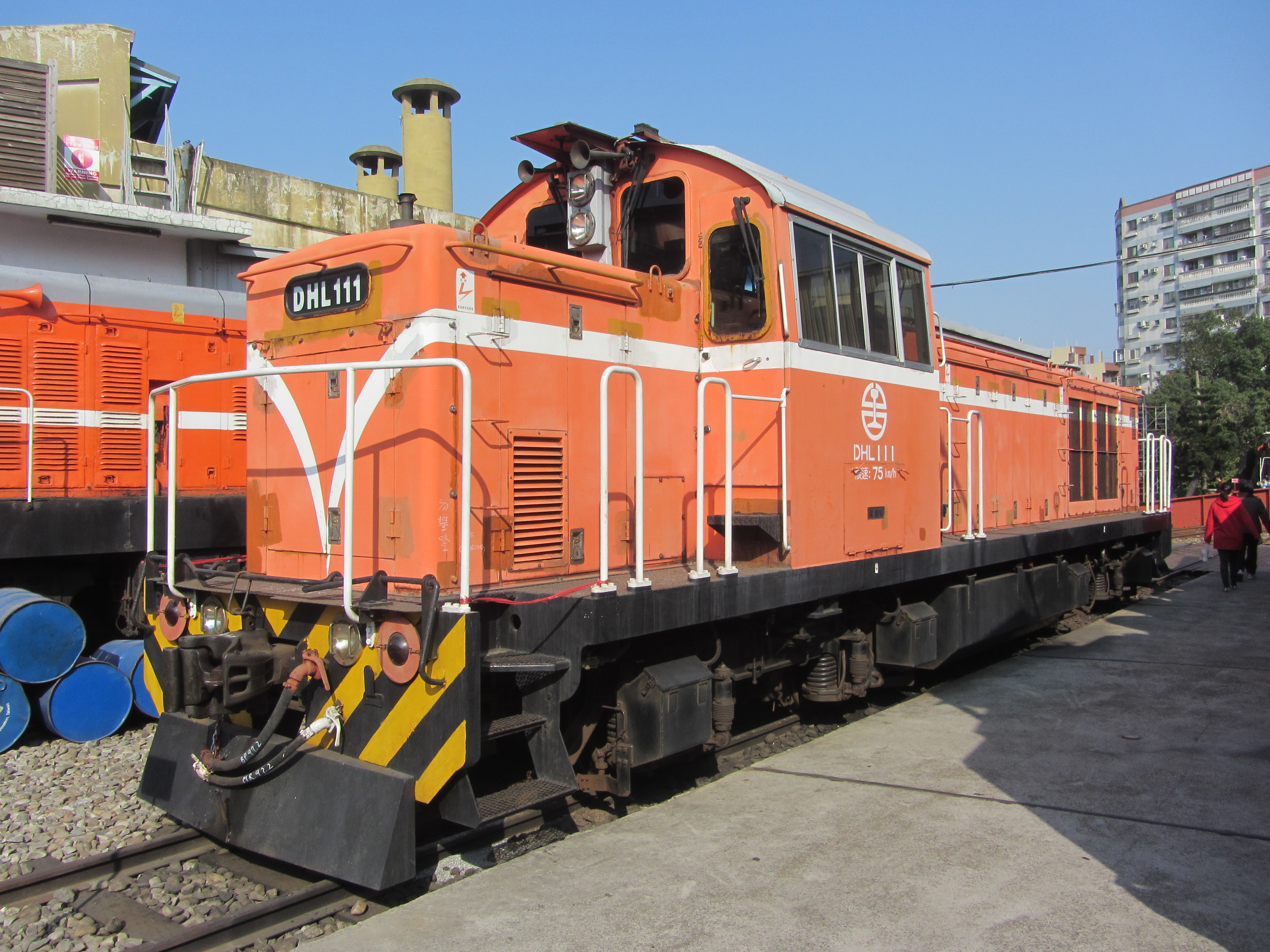
DHL111
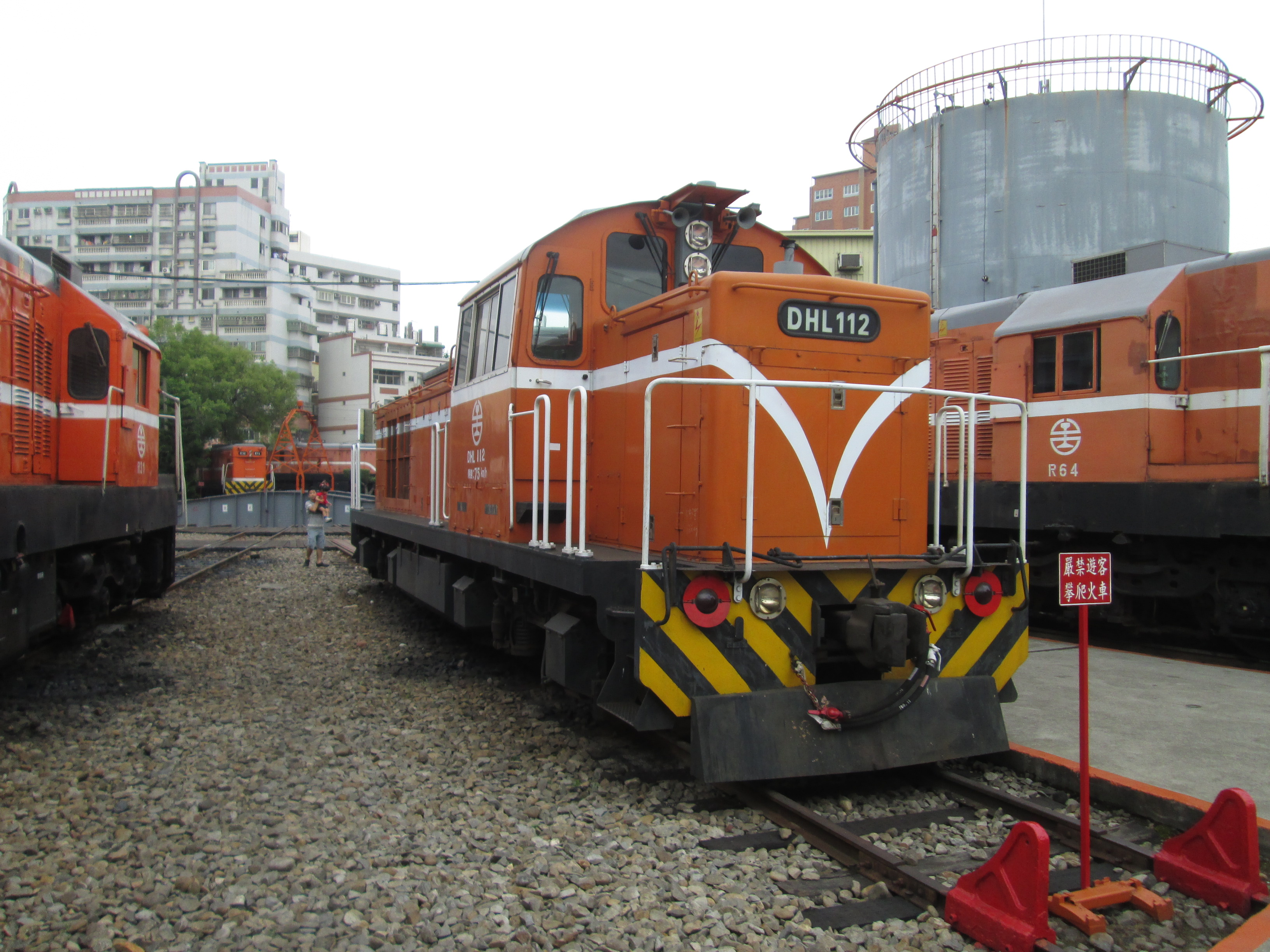
DHL112
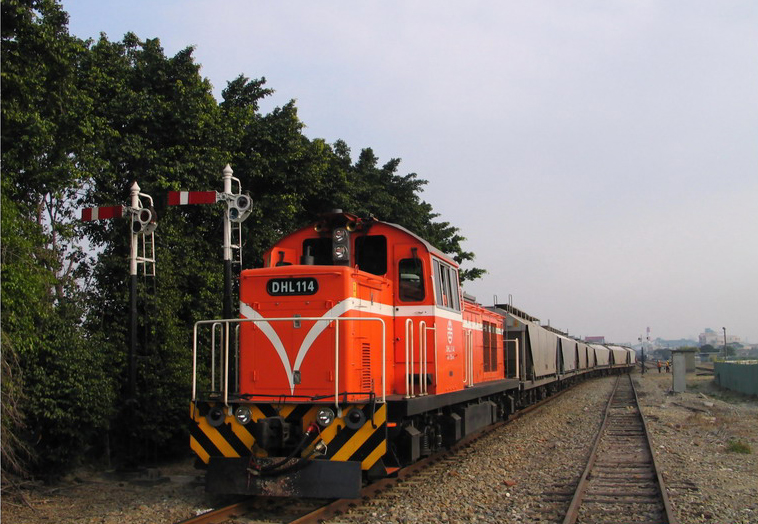
DHL114
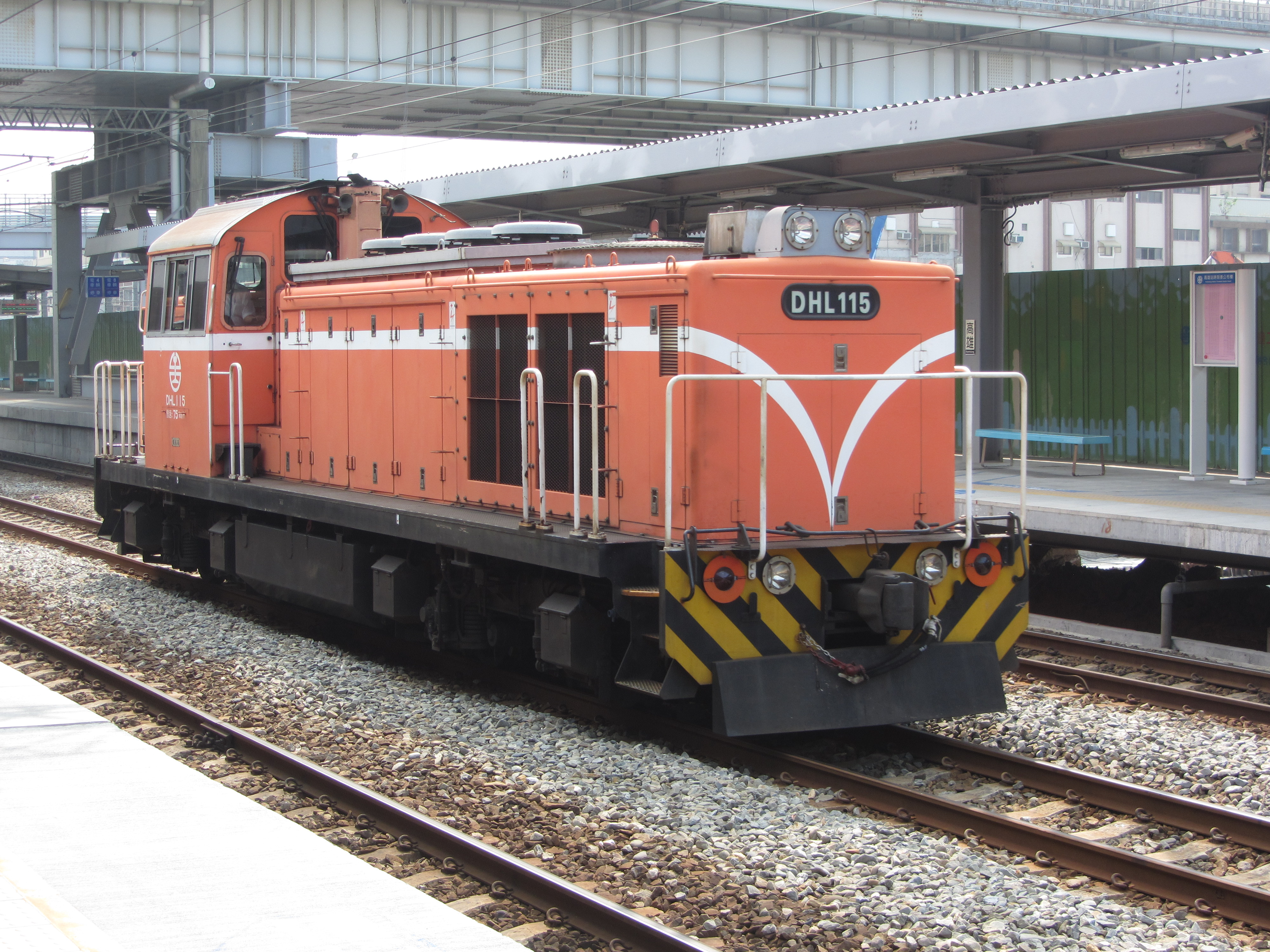
DHL115
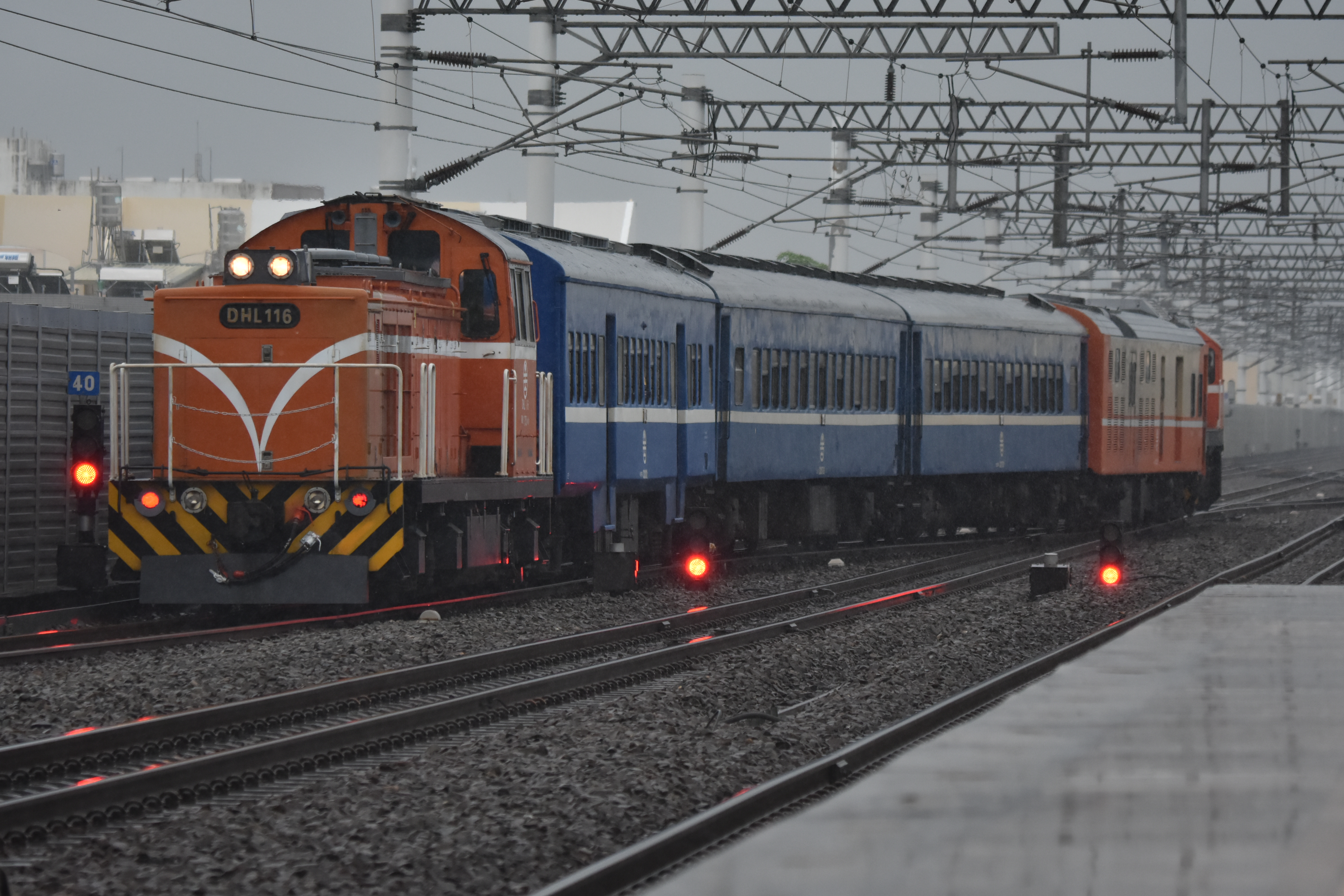
DHL116

## 外部連結
- DHL車廂快遞 （页面存档备份，存于）（鋼軌上的輪機手 痞客邦 PIXNET）
- DHL100型（Train Collection / 列車收藏誌）